# Hayon
HAYÓN s. n. partea din spate (rabatabilă) a unui automobil. (< fr. hayon)
Termenul se folosește pentru autoturismele hatchback și break.
Hayon-ul reprezintă capota portbagajului care are geam (lunetă).
Hayon-ul este considerat a fi și a 3-a sau a 5-a ușă, tocmai din cauza formei de ușă respectiv cu geam. 

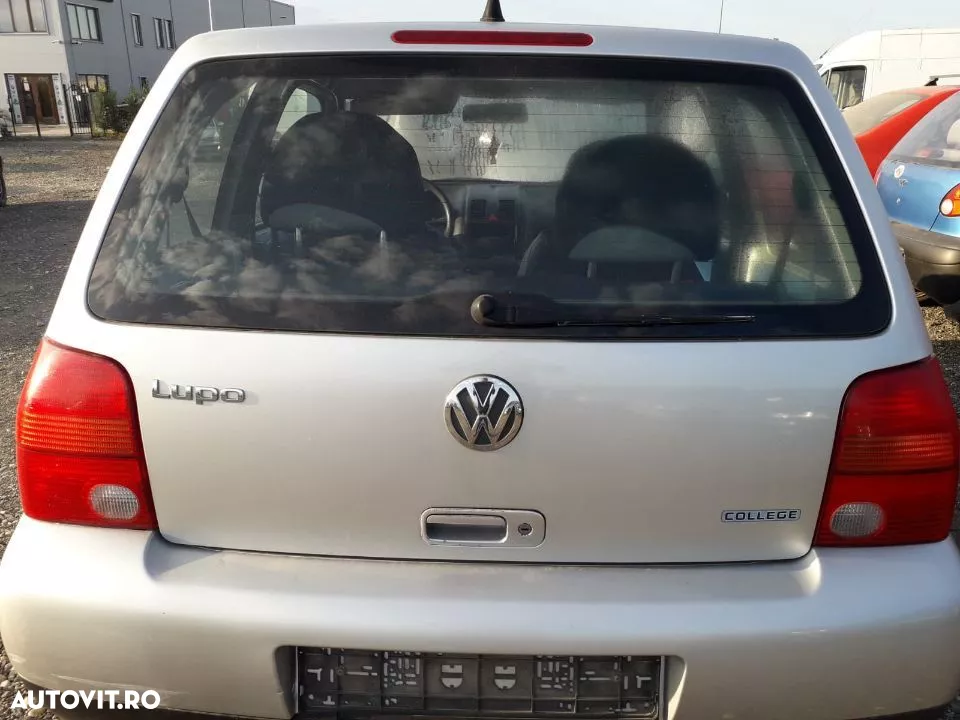
Hayon